# Гимназија Ћуприја
Гимназија је најстарија средња школа у Ћуприји. Почела је са радом септембра 1909. године на основу Указа краља Петра I Карађорђевића, а на предлог Министра просвете бр. 5266 од 16. априла 1909. Љубомира Стојановића, за време напредњачке друге владе Стојана Новаковића. У указу је "Одобрено Суду Општине Ћупријске да на основу члана 7 закона о средњим школама може у Ћуприји отворити и о своме трошку издржавати непотпуну четвороразредну средњу школу".
Гимназија је смештена у центру града, у близини културног центра, библиотеке, музичке школе и Хале спортова. Налази се у спратној згради и има пространо двориште. Укупна површина радног простора износи 2 600m ². У школи постоји опремљен биолошки кабинет, три информатичка кабинета, кабинет за ликовну уметност, физику, хемију, географију, медијатека, школски клуб. Школска библиотека садржи око 17 000 библиографских јединица и сваке године се обогаћује. Школа у први разред уписује 3 одељења - 90 ученика општег смера, настава се изводи у 12 одељења у једној смени (првој)., а од школске 2019/20. школа уписује једно одељење за ученике са посебним способностима за рачунарство и информатику које има 20 места.

## Историја

### Оснивање и почетак рата
Гимназија је започела са радом септембра 1909. године на основу указа тадашњег краља Петра I Карађорђевића, а на предлог министра просвете у другој влади Стојана Новаковића, каснијег оснивача Југословенске републиканске странке, Љубомира Стојановића. Тадашња Гимназија је била приватна, и имала је назив Ћупријска Приватна гимназија. Настава се изводила на спрату у северном делу данашње зграде основне школе "Ђура Јакшић", која је била изграђена 1890. Та зграда је била намењена и за Ђуру Јакшић и за Гимназију, али је Гимназија касније почела са радом. Ове две школе су паралелно вршиле наставу у периоду од 1909. до 1926. године. Први школски одбор је имао 7 чланова, колектив школе такође, док је први директор био Иван Ј. Дамњановић, у то време професор у пензији. Прва генерација је имала 64 ученика и ученица, од којих је у првом разреду било 36, другом 13, и трећем 15 ученика. Међу ученицима у првом разреду је тада био и Душан Матић, будући српски академик. Школа је основана као четвороразредна, а у школској 1913/14. постаје шесторазредна. Настава у школи се одвијала нормално до Балканских ратова, када се одржавала у приватној згради, попут Ђуре Јакшић. Рад школе је прекинут са почетком Првог светског рата, када окупациона Бугарска војска мења намену зграде, и уништава сав школски инвентар, и спаљује сву школску документацију.

### Период између два рата
После завршетка Првог светског рата школа је, због неповољних прилика, рад започела тек априла 1919, још увек као приватна школа. У школској години 1920/21. постаје државна шесторазредна гимназија, и мења назив у "Државна Гимназија". Наредне године постаје осморазредна Гимназија са вишим течајним испитом. Своју засебну зграду, у којој се и данас налази, коначно добија 1927. године. Зграду је изградила Општина, и налазила се преко пута зграде данашње ОШ "Ђура Јакшић", зграде у којој су до тада паралелно наставу похађали Гимназијалци и ученици основне школе. Нова зграда је имала 14 учионица, 3 канцеларије, 3 кабинета, салу за свечаности, и собу за дежурне служитеље.
Гимназију у Ћуприји је од 1930. до 1940. похађало доста омладинаца са комунистичким схватањима, међу којима су били Бранко Крсмановић, Љубиша Урошевић, Миодраг Новаковић Џуџа, Славка Ђурђевић, Живка Дамњановић, Данило Димитријевић, Милица Ценић, и други. У годишњем извештају школе остаје записано да су тада у борби против комунизма активно учествовали професори, који су често организовали изненадне претресе ученика где су тражили комунистичку литературу која се преносила међу ученицима.
Иако је Гимназија у том периоду била државна, школарина се и даље плаћала, која је расла са разредом у који је ученик ишао, па су као последица тога радничка деца у врло малом броју похађала школу.

### Други светски рат
У демонстрацијама поводом Мартовског пуча од 27. марта 1941. и паду Владе Цветковић-Мачек су учествовали и ћупријски гимназијалци, који су тог јутра, после завршеног првог часа у 08:45, формирали поворку која је изашла и пошла ка граду. Након смиривања ситуације у држави, свима је било јасно да је рат неизбежан, и да ће Хитлер напасти Краљевину Југославију.
У низу расписа и наређења је 1. априла 1941. дошао и распис о престанку рада школа, од стране новоформиране Владе генерала Душана Симовића. У летопису Гимназије, на страни 136 пише: "01. 04. према наређењу господина министра просвете (Милош Трифуновић, прим. аут.) стр. Пов. Бр. 32 од 31.03. о.г. обустављен је до даљег наређења рад у нашој школи као и осталим школама у бановини и наставници се не смеју удаљавати из места службовања."
После Априлског рата 1941. године и окупације земље, у споразуму са немачким војним властима, Гимназија је почела са радом 2. маја, али је радила само до 26. маја те године, када је читава зграда заузета за потребе окупаторске војске. За време Другог светског рата, који је за Југославију трајао од 1941. до 1944. године, ученици су похађали наставу у подруму општинске зграде, Соколском дому, по приватним зградама, а лети и поред Велике Мораве, и у Добричеву. Доста ученика и професора је активно учествовало у борби против окупатора.
После ослобођења града 13. октобра 1944. године, зграда Гимназије је била војна болница за лакше рањенике. Уз помоћ власти је директор Михајло Живковић 22. маја 1945. обновио рад школе. Школа се тада звала "Државна реална Гимназија у Ћуприји". Преко лета је уз помоћ грађана школа обновљена и септембра 1945. је била спремна за почетак школске године. На крају школске 1945/46. се у тадашњем школском извештају види да је укупан број ученика у 8 разреда и 25 одељења био 989 од којих 620 мушких и 369 женских). Укупно је било 23 наставника који су изводили наставу.

### Послератни период
Школске 1951/52. године је школа формирана као четвороразредна Гимназија под називом "Виша мешовита Гимназија", а наредне године је зграда Гимназије дозидана и продужена у главној улици, чиме су добијене нове просторије. Дотадашњи улаз са балконом, на улазу из главне улице, је уклоњен.
Од школске 1954/55. се наставни програми допуњују новим садржајем и новим квалитетом. Наставнички колектив и директор школе Милован Миленковић (1954-1964) су хтели да формирају школску радионицу, клубове Народне технике, и многе друге активности. У том периоду је подигнута и приземна зграда у школском дворишту, која је у почетку намењена за друштвене активности омладине, а касније за кабинете и радионицу. Касније су уведени и природно-математички смер и друштвено-језички смер, неки нови предмети, и ново полагање завршног испита. Све те промене су захтевале и нове услове за рад. Наставнички колектив са директором Савом Марковићем (1964-1974) су усмерили пажњу ка решавању тог проблема, па су формирани нови кабинети, стари су адаптирани и попуњени новим средствима, а школска библиотека је попуњена новим књигама.
Школа 1968. мења назив у Гимназија "Поморавски хероји", а у тадашњем школском извештају за школску 1967/68. је стојало: "Имајући у виду да је наша школа дала пет народних хероја, да су два професора и седамнаест ученика пали као првоборци, а њих двадесет и два су такође погинули у НОБ-у као учесници о 1942, 1943. и 1944. године као и да су они живели на широј територији средњег Поморавља, Радна заједница Гимназије и школска заједница ученика су предложили Скупштини општине да се Гимназији додели име 'Поморавски хероји'. Овим именом смо желели, пре свега, а избегнемо сваку дискриминацију према било ком палом хероју, јер је наша школа могла с правом да узме име ма којег палог хероја из Поморавља. Својом одлуком од 30. марта 1968. године Скупштина општине је потврдила прелог, и ми смо срећни што можемо данас, на Дан младости, свечано да прогласимо име школе, као и да повезујући славље младих са рано прекинутом младошћу палих хероја-ученика наше школе, прогласимо 25. мај Дан младости - даном наше школе."
Упркос опремљености кабинета, сама зграда је била доста руинирана. Зато је требало да се изврше крупније поправке. Потпуна адаптација зграде је извршена у периоду од 1976. до 1979. године, за време директора Милосава Величковића (1974-1993). Сређена је кровна конструкција, електрична инсталација, уведено је централно грејање, фискултурна сала је претворена у библиотеку и кабинете.

### Школа у периоду усмереног образовања
Са школском 1977/78. годином почиње реформисано образовање, познато под именом Усмерено образовање, пошто је донет нови Закон о усмереном образовању и васпитању. Ученици су по том плану требали да се једну деценију школују по том плану и програму, с тим што је реформа оставила могућност постепеног завршавања школовања свим ученицима који су започели образовање по ранијем програму.
У јуну 1980. године су школовање завршили последњи ученици који су се школовали по гимназијском програму, тако да је са школском 1980/81. годином практично укинуто гимназијско образовање, а уведено потпуно усмерено образовање. Школа је у складу са тиме 1980. године променила назив у "Школа за усмерено образовање 'Поморавски хероји'". Наставни план и програм школе је тада био за стицање четвртог степена стручне спреме у оквиру природно-техничке и језичко-преводилачке струке, и трећег степена стручности саобраћајне струке. Иако је нови систем образовања и васпитања у време доношења доста обећавао, резултати који су постигнути у десетогодишњој примени се показао као промашај, тако да се по истеку десет година вратио стари систем.

### Повратак на стари систем и савремени период
Након 10 година примене усмереног образовања и васпитања, школске 1987/88. године је уписана прва генерација по новом-старом школском програму. У први разред су уписана 2 одељења природно-математичке струке и 2 одељења саобраћајне струке.
Са школском 1990/91. годином је школа уписала у први разред четири одељења општег смера. Од јуна 1991. године школа ради под именом "Гимназија у Ћуприји", и то општег смера, што је и данашњи (2020/21.) назив школе. Промена је била само у смеровима, јер је од 2004/05. школа уписивала два одељења општег, и по једно одељење природно-математичког и друштвено-језичког смера.
За време директора Рајка Козоморе је Гимназија конкурисала код Народне канцеларије председника Србије Бориса Тадића у оквиру пројекта изградње тоалета у школама. Ученици су до тада користили пољски тоалет који је био у дворишту, и који је био у крајње нехигијенским условима. Ученици су га посећивали само у највећој нужди, а неки су имали и проблема са бубрезима због трпљења. Због недостатка тоалета Гимназија, упркос у то време стогодишњој традицији, није испуњавала обавезне стандарде Министарства просвете за обављање наставе. Министар без портфеља задужен за Национални инвестициони план, Драган Ђилас, је 24. јануара 2008. године посетио Гимназију, након чега су започели радови на изградњи WC-a. Том приликом је Ђилас, у присуству директора Козоморе и заменика председника Општине Ћуприја Миодрага Митровића, за медије изјавио: "Када сам почетком октобра прошле године био у Школи за музичке таленте и одобрио им средства за куповину музичких инструмената, неко ми је рекао да Гимназија у Ћуприји нема тоалет. Дошли смо овде ненајављено, видели то и обећали да ћемо да направимо мокри чвор и ево сада радови почињу и биће готови за месец дана." Директор Козомора је изјавио: "Имамо просторије у згради и треба обавити постављање канализационих и водоводних цеви, и електричне инсталације." Директор је додао и да школа нема фискултурну салу.
Од школске 2011/12. су била 3 одељења општег смера, док су други смерови укинути. Од школске 2019/20. школа уписује једно одељење за ученике са посебним способностима за рачунарство и информатику које има 20 места.

## Дан школе
За период пре 1968. године нема података да се посебно обележавао било који дан. Дан школе се почео обележавати тек са променом имена школе 1968. године, и тада се као дан школе прослављао 25. мај, односно Дан младости, са симболиком да је он повезивао славље младих са рано прекинутом младошћу палих хероја-ученика школе.
Са почетком деведесетих година прошлог века је престала прослава тог датума, тако да неколико година није било прославе Дана школе. Са почетком школске 1994/95. се почело са припремама за обележавање прославе 85. година од почетка рада Гимназије. Тада је одлучено да се за обележавање Дана школе узме 16. април, с обзиром да је тог датума 1909. године по предлогу министра образовања у напредњачкој Другој влади Стојана Новаковића, Љубомира Стојановића стигао указ Краља Петра I Карађорђевића да се у Ћуприји може отворити Гимназија. И данас (2020/21.) се тај датум обележава као Дан школе.

## Издавачка делатност
Ћупријска Гимназија је једна од ретких школа у којој се усталило годишње издавање штампаног извештаја који се дели свим ученицима у школи на крају школске године. Годишњи извештај о раду школе садржи имена свих ученика у тој школској години, колектив школе, успех ученика и одељења, фотографије свих одељења, летопис школе, као и све друге бројне активности које су везане за рад школе. За ранији период су сачувани извештаји за школске 1909/10, 1911/12, и 1913/14. годину. Сачувано је и 10 бројева издатих извештаја у периоду о 1930. до 1940. године, као и два послератна извештаја за школску 1945/46. и 1946/47. годину. Од школске 1965/66. се непрекидно штампа школска документација.
У школи је од 1995. године почео да излази и школски лист "Авангарда". Уредници првих бројева су били ученици, а касније су ту улогу преузели и професори.

## Ваннаставне активности и традиције
Скоро сваке школске године су ученици организовали турнире између свих 12 одељења у фудбалу, и кошарци 3 на 3 на једном кошу, а традиција је и да се ученици првог разреда Гимназије на њиховом првом дану гађају кукурузом од стране ученика свих других старијих разреда. Такође се за 14. фебруар у ходнику школе постављају кутије у којима ученици могу да пошаљу једни другима поруке, које би требало да буду љубавног садржаја, али то није обавезујуће.

## Директори школе
- Иван Ј. Дамњановић, први директор
- Михајло Живковић, обновио рад школе 22. маја 1945, након краја Другог светског рата
- Милован Миленковић (1954-1964)
- Сава Марковић (1964-1974)
- Милосав Величковић (1974-1993)
- Владан Цветковић
- Миодраг Митровић
- Рајко Козомора
- Драган Савић
- Дарко Миљанић
- Taња Маленовић

## Познати професори и бивши ученици
- Драгослав Михаиловић, академик, познати писац [14]
- Душан Матић академик, познати писац [14]
- Снежана Пајкић, атлетичарка [14]
- Вера Николић, атлетичарка, светска рекордерка у атлетици [14]
- Драган Здравковић, атлетичар, атлетски тренер [14]
- Драган Никитовић, новинар, познати спортски коментатор, први председник НУНС-а [14]
- Александар Петровић, професор и прослављени тренер у атлетици [14]